# Emanuel Thygesen
Emanuel Thygesen (også Tygesen, Thygersen) (11. november 1703 – 18. juli 1764 i København) var en dansk handelsmand og godsejer.
Han var søn af forpagter på Mattrup, siden ejer af denne gård samt af Skårupgård og Skæring-Munkgård, Tyge Jespersen (død 1706) og Anne Mikkelsdatter (død 1721), der 2. gang ægtede Daniel Fischer til Silkeborg. Thygesen synes tidlig at være kommet til København, hvor han 1731 blev regimentskvartermester ved Grenaderkorpset, hvorfra han 1743 afskedigedes med kaptajns karakter; ved siden af denne sin stilling havde han imidlertid stiftet et handelshus, der drev en betydelig omsætning, særlig på Frankrig, hvortil der under de daværende krigsforhold fra Danmark som neutral magt udførtes en mængde varer, navnlig levnedsmidler. Herved samlede han sig en betydelig formue og afstod 1756 forretningen til den senere bekendte Niels Ryberg og brodersønnen Thyge Jesper de Thygeson. 1751 var han blevet udnævnt til amtsforvalter over Kalø, Havreballegård og Stjernholm Amter, 1753 til justitsråd og købte 1755 på auktion efter broderen, kancelliråd Niels Thygesens enke Mattrup; senere købte han Skovgård og Mindstrup samt en betydelig del bøndergods, hvoraf han 1759 i forbindelse med Mattrup oprettede et stamhus. Thygesen var en stor bondeven; således fastsatte han i stamhusets erektionspatent, at alle restancer, der forefandtes ved hans død, skulle eftergives bønderne, ligesom, at der aldrig måtte tages mere i indfæstning af en gård end 20 Rdl., og at ingen af godsets unge mandskab måtte afstås til fremmede. Thygesen døde i København 18. juli 1764.
1. gang havde han 1739 ægtet Malene Kirstine Ammitzbøll. (f. i Fredericia 1715, døbt 24. januar – d. i København 19. september 1748), datter af byfoged i Fredericia Laurids Henriksen Ammitzbøll, 2. gang (3. november 1756) Margrethe f. Lentz (d. 1758), enke efter agent Andreas Bjørn. Han er begravet i Klovborg Kirke, hvor der er rejst et epitafium i marmor.